# Rally del Messico 2014
La 28ª edizione del Rally del Messico, terza prova del Campionato del mondo rally 2014, si è corsa dal 6 al 9 marzo ed è stata vinta da Sébastien Ogier.

## Elenco Iscritti
| Principali iscritti | Principali iscritti         | Principali iscritti | Principali iscritti  | Principali iscritti | Principali iscritti     | Principali iscritti |
| N°                  | Team                        | Classe              | Pilota               | Co-pilota           | Auto                    | Pneumatici          |
| ------------------- | --------------------------- | ------------------- | -------------------- | ------------------- | ----------------------- | ------------------- |
| 1                   | Volkswagen Motorsport       | WRC                 | Sébastien Ogier      | Julien Ingrassia    | Volkswagen Polo R WRC   | M                   |
| 2                   | Volkswagen Motorsport       | WRC                 | Jari-Matti Latvala   | Miikka Anttila      | Volkswagen Polo R WRC   | M                   |
| 3                   | Citroën Total Abu Dhabi WRT | WRC                 | Kris Meeke           | Paul Nagle          | Citroën DS3 WRC         | M                   |
| 4                   | Citroën Total Abu Dhabi WRT | WRC                 | Mads Østberg         | Jonas Andersson     | Citroën DS3 WRC         | M                   |
| 5                   | M-Sport Ltd.                | WRC                 | Mikko Hirvonen       | Jarmo Lehtinen      | Ford Fiesta RS WRC      | M                   |
| 6                   | M-Sport Ltd.                | WRC                 | Elfyn Evans          | Daniel Barritt      | Ford Fiesta RS WRC      | M                   |
| 7                   | Hyundai Shell WRT           | WRC                 | Thierry Neuville     | Nicolas Gilsoul     | Hyundai i20 WRC         | M                   |
| 8                   | Hyundai Shell WRT           | WRC                 | Chris Atkinson       | Stéphane Prévot     | Hyundai i20 WRC         | M                   |
| 9                   | Volkswagen Motorsport II    | WRC                 | Andreas Mikkelsen    | Mikko Markkula      | Volkswagen Polo R WRC   | M                   |
| 10                  | RK M-Sport World Rally Team | WRC                 | Robert Kubica        | Maciej Szczepaniak  | Ford Fiesta RS WRC      | M                   |
| 11                  | M-Sport Ltd.                | WRC                 | Benito Guerra        | Borja Rozada        | Ford Fiesta RS WRC      | M                   |
| 21                  | Jipocar Czech National Team | WRC                 | Martin Prokop        | Jan Tománek         | Ford Fiesta RS WRC      | M                   |
| 32                  | Darnitsa Motorsport         | WRC-2               | Yuriy Protasov       | Pavlo Cherepin      | Ford Fiesta R5          | M                   |
| 33                  | www.Rallyproject.com srl    | WRC-2               | Massimiliano Rendina | Mario Pizzuti       | Mitsubishi Lancer Evo X | P                   |
| 34                  | ABR Paraguay by Astra       | WRC-2               | Augusto Bestard      | Fernando Mendonca   | Mitsubishi Lancer Evo X | P                   |
| 35                  | Drive DMACK                 | WRC-2               | Ott Tänak            | Raigo Mõlder        | Ford Fiesta R5          | D                   |
| 36                  | Quentin Gilbert             | WRC-2               | Quentin Gilbert      | Renaud Jamoul       | Ford Fiesta R5          | D                   |
| 37                  | FWRT s.r.l.                 | WRC-2               | Lorenzo Bertelli     | Mitia Dotta         | Ford Fiesta RRC         | P                   |
| 38                  | Gianluca Linari             | WRC-2               | Gianluca Linari      | Nicola Arena        | Subaru Impreza WRX STi  | D                   |
| 40                  | Abdulaziz Al-Kuwari         | WRC-2               | Abdulaziz Al-Kuwari  | Killian Duffy       | Ford Fiesta RRC         | M                   |
| 41                  | Nicolás Fuchs               | WRC-2               | Nicolás Fuchs        | Fernando Mussano    | Ford Fiesta RRC         | D                   |

| Icona | Classe                                                                 |
| ----- | ---------------------------------------------------------------------- |
| WRC   | Equipaggio che può conquistare punti per il campionato costruttori WRC |
| WRC   | Equipaggio che non può conquistare punti per il campionato costruttori |
| WRC-2 | Equipaggio registrato al campionato WRC-2                              |
| WRC-3 | Equipaggio registrato al campionato WRC-3                              |

## Risultati

### Classifica
| Pos.     | N°       | Pilota               | Co-pilota         | Team                           | Auto                    | Classe   | Tempo     | Distacco   | Punti    |
| Generale | Generale | Generale             | Generale          | Generale                       | Generale                | Generale | Generale  | Generale   | Generale |
| -------- | -------- | -------------------- | ----------------- | ------------------------------ | ----------------------- | -------- | --------- | ---------- | -------- |
| 1        | 1        | Sébastien Ogier      | Julien Ingrassia  | Volkswagen Motorsport          | Volkswagen Polo R WRC   | WRC      | 4:27:41.8 | 0.00       | 28       |
| 2        | 2        | Jari-Matti Latvala   | Miikka Anttila    | Volkswagen Motorsport          | Volkswagen Polo R WRC   | WRC      | 4:28:54.4 | +1:12.6    | 20       |
| 3        | 7        | Thierry Neuville     | Nicolas Gilsoul   | Hyundai Shell World Rally Team | Hyundai i20 WRC         | WRC      | 4:33:10.4 | +4:16.0    | 15       |
| 4        | 6        | Elfyn Evans          | Daniel Barritt    | M-Sport World Rally Team       | Ford Fiesta RS WRC      | WRC      | 4:34:31.1 | +6:49.3    | 12       |
| 5        | 21       | Martin Prokop        | Jan Tománek       | Jipocar Czech National Team    | Ford Fiesta RS WRC      | WRC      | 4:37:36.2 | +9:54.4    | 10       |
| 6        | 11       | Benito Guerra        | Borja Rozada      | M-Sport World Rally Team       | Ford Fiesta RS WRC      | WRC      | 4:37:36.2 | +9:54.4    | 8        |
| 7        | 8        | Chris Atkinson       | Stéphane Prévot   | Hyundai Shell World Rally Team | Hyundai i20 WRC         | WRC      | 4:42:57.2 | +15:15.4   | 6        |
| 8        | 5        | Mikko Hirvonen       | Jarmo Lehtinen    | M-Sport WRT                    | Ford Fiesta RS WRC      | WRC      | 4:44:48.6 | +17:06.8   | 5        |
| 9        | 4        | Mads Østberg         | Jonas Andersson   | Citroën Total Abu Dhabi WRT    | Citroën DS3 WRC         | WRC      | 4:53:23.4 | +25:41.6   | 2        |
| 10       | 32       | Yuriy Protasov       | Pavlo Cherepin    | Yuriy Protasov                 | Ford Fiesta R5          | WRC-2    | 4:56:00.0 | +28:18.2   | 1        |
| WRC-2    |          |                      |                   |                                |                         |          |           |            |          |
| 1 (10.)  | 32       | Yuriy Protasov       | Pavlo Cherepin    | Yuriy Protasov                 | Ford Fiesta R5          | WRC-2    | 4:56:00.0 | +28:18.2   | 25       |
| 2 (13.)  | 37       | Lorenzo Bertelli     | Mitia Dotta       | FWRT s.r.l.                    | Ford Fiesta RRC         | WRC-2    | 5:19:43.9 | +52:02.1   | 18       |
| 3 (14.)  | 33       | Massimiliano Rendina | Mario Pizzuti     | www.Rallyproject.com srl       | Mitsubishi Lancer Evo X | WRC-2    | 5:18:59.8 | +52:08.0   | 15       |
| 4 (15.)  | 35       | Ott Tänak            | Raigo Mõlder      | Drive DMACK                    | Ford Fiesta R5          | WRC-2    | 5:22:19.2 | +54:37.4   | 12       |
| 5 (17.)  | 38       | Gianluca Linari      | Nicola Arena      | Gianluca Linari                | Subaru Impreza WRX STi  | WRC-2    | 5:23:38.8 | +55:57.0   | 10       |
| 6 (18.)  | 41       | Nicolás Fuchs        | Fernando Mussano  | Nicolás Fuchs                  | Ford Fiesta RRC         | WRC-2    | 5:25:27.0 | +57:45.2   | 8        |
| 7 (21.)  | 34       | Augusto Bestard      | Fernando Mendonca | ABR Paraguay by Astra          | Mitsubishi Lancer Evo X | WRC-2    | 5:52:33.7 | +1:24:51.9 | 6        |
|          |          |                      |                   |                                |                         |          |           |            |          |

## Classifiche Mondiali
Piloti WRC
| Pos | Pilota             | Punti |
| --- | ------------------ | ----- |
| 1   | Sébastien Ogier    | 63    |
| 2   | Jari-Matti Latvala | 60    |
| 3   | Mads Østberg       | 32    |
| 4   | Andreas Mikkelsen  | 24    |
| 5   | Elfyn Evans        | 20    |

Costruttori WRC
| Pos. | Team                           | Punti |
| ---- | ------------------------------ | ----- |
| 1    | Volkswagen Motorsport          | 115   |
| 2    | Citroen Total Abu Dhabi WRT    | 60    |
| 3    | M-Sport World Rally Team       | 40    |
| 4    | Hyundai Shell World Rally Team | 31    |
| 5    | Volkswagen Motorsport II       | 28    |

Piloti WRC-2
| Pos | Pilota               | Punti |
| --- | -------------------- | ----- |
| 1   | Yuriy Protasov       | 60    |
| 2   | Lorenzo Bertelli     | 44    |
| 3   | Karl Kruuda          | 25    |
| 4   | Massimiliano Rendina | 25    |
| 5   | Jari Ketomaa         | 18    |

Piloti WRC-3
| Pos | Pilota          | Punti |
| --- | --------------- | ----- |
| 1   | Quentin Gilbert | 25    |